# Rejon jutaziński
Rejon jutaziński (ros. Ютазинский район, tatar. Yutazı Rayonı) – rejon w należącej do Rosji autonomicznej republice Tatarstanu.
Rejon leży w południowo-wschodniej części kraju. Ośrodkiem administracyjnym rejonu jest osiedle typu miejskiego Urussu. Oprócz niego na terenie tej jednostki podziału terytorialnego znajduje się 10 wsi.